# 国际社会主义者 (荷兰)
国际社会主义者（荷兰语：Internationale Socialisten）是荷兰的一个托洛茨基主义组织。该组织成立于1988年。2005年，该组织开始在社会党内部活动。它的意识形态是共产主义、马克思主义、托洛茨基主义、革命社会主义。它是国际社会主义倾向的成员，曾派代表出席欧洲反资本主义左翼的会议。